# Sjællandsbroen
Sjællandsbroen (deutsch Seeland-Brücke) ist eine aus zwei Abschnitten bestehende, vierspurige Straßenbrücke in Kopenhagen, die die dänischen Inseln Seeland und Amager miteinander verbindet. Die Brücke dient als Zufahrt zur Autobahn Amagermotorvejen, von der aus sich sowohl der Süden Seelands als auch via Øresundsmotorvejen und über die Öresundbrücke Malmö in Schweden erreichen lassen. Von Amager aus führt die Sjællandsbroen von einem Damm über eine 30 Meter lange Klappbrücke, die über eine künstliche Insel im Sluseløbet (Schleusenlauf) weiter Richtung Seeland verläuft.

## Geschichte
Als das Verkehrsaufkommen auf den weiter nördlich gelegenen Brücken Langebro und Knippelsbro rasant anstieg, entstand in den 1950er Jahren der Bedarf zum Bau einer dritten Brücke, die Kopenhagen mit Amager verbindet. Sie diente gleichzeitig als Umleitung des Verkehrs aus dem Zentrum und als eine bessere Anbindung Amagers an den Süden Seelands. Die 1957 begonnenen Bauarbeiten verzögerten sich um ein halbes Jahr, so dass das Bauwerk erst am 1. März 1959 vom Minister für öffentliche Arbeiten Kai Lindberg eröffnet werden konnte.
Im Zusammenhang mit der Öresundverbindung wurde 1998 rund Hundert Meter weiter südlich eine Eisenbahnbrücke fertiggestellt. Da diese lediglich eine Durchfahrtshöhe von 3 Meter aufweist, was der Durchfahrtshöhe der Sjællandsbroen mit geschlossenen Klappen entspricht, werden seitdem die Klappen der Sjællandsbroen nicht mehr geöffnet.
2007 entschied die Behörde Kulturarvsstyrelsen, den von Niels Rohweder entworfenen Kontrollturm (Manøvrehuset) unter Denkmalschutz zu stellen.